# Carmen Lence
María del Carmen Lence Paz (Lugo, 1969) es una botánica y profesora española.
Desarrolla sus actividades académicas y científicas en el Departamento de Biodiversidad y Gestión Ambiental de la Facultad de Ciencias Biológicas y Ambientales, Universidad de León. Forma parte del grupo de investigación Taxonomía y Conservación Vegetal (TaCoVe) de esa Universidad.

## Algunas publicaciones
- justina bello Bello, carmen lence Paz, carmen acedo Casado. 2009. Anthina flammea Fr. (Deuteromycota, Fungi) en El Bierzo (León, N.O. España). Acta botánica malacitana 34: 254-255 DOI:(Revista) ISSN 0210-9506

- carmen Acedo casado, carmen lence Paz. 2007. Guión de Prácticas de Micorrizas. ITF. ULE

- ---------------------------------, ---------------------------. 2007. Guión de Prácticas de Botánica Forestal. ITF. ULE

- ---------------------------------, ---------------------------. 2007. Guión de Prácticas de Biología Vegetal. ITF. ULE

- carmen lence Paz. 2006. De Plantis Legionensibus. Notula XXIII. Lazaroa 25, 115-123 en línea ISSN 0211-9714

- ---------------------------, raquel alonso Redondo, carmen pérez Morales, ángel Penas. 2006. Propuesta de zonificación de un espacio natural protegido en función del interés y la prioridad de conservación de sus comunidades vegetales (Parque Regional de Picos de Europa, Cordillera Cantábrica, España). Bull. du Soc. d'Histoire Naturelle de Toulouse 141 (2): 157-162

- ---------------------------, Félix Llamas, carmen Acedo, raquel Alonso. 2005. Estudio botánico en la laguna de Louro (Muros, A Coruña) como herramienta de gestión y conservación. II Congreso de Biología de la Conservación de Plantas. JBA, Guijón en línea

- ana m. Molina, carmen Acedo, carmen Lence, Félix Llamas. 2005. Estado de conservación de Carex muricata L. subsp. muricata (Cyperaceae) y táxones afines. II Congreso de Biología de la Conservación de Plantas. JBA, Guijón en línea

- víctor castro González, Félix llamas García, raquel alonso Redondo, carmen acedo Casado, carmen lence Paz . 2005. Estado actual de dos táxones anuales amenazados presentes en León. II Congreso de Biología de la Conservación de Plantas. JBA, Guijón en línea

- ---------------------------. 2001. Evaluación del estado de conservación de la vegetación del valle de Valdeburón (León): propuestas de uso y ordenación territorial. 937 pp.

- La abreviatura «Lence» se emplea para indicar a Carmen Lence como autoridad en la descripción y clasificación científica de los vegetales.[4]